# کائورو فوجینو
کائورو فوجینو (انگلیسی: Kaoru Fujino؛ زادهٔ ۲۱ مهٔ ۱۹۷۲) صداپیشه اهل ژاپن است.